# Šumašti
Šumašti (Shumashti), maleni dardski narod ili pleme šire indoiranske skupine naseljen blizu rijeke Kunar u dolini Darra-i-Mazar, Afganistan. Brojno stanje im iznosi oko 1000 ili više (1994), po drugim izvorima 2000. Govore istoimenim jezikom, nazivanim i shumasht (šumašt) koji se očuvao u selu Shumasht. Po vjeri su muslimani.

## Vanjske poveznice
- Shumashti of Afghanistan